# Cristatogobius lophius
Cristatogobius lophius är en fiskart som beskrevs av Herre 1927. Cristatogobius lophius ingår i släktet Cristatogobius och familjen smörbultsfiskar. Inga underarter finns listade i Catalogue of Life.